# 松平頼桓
松平 頼桓（まつだいら よりたけ）は、江戸時代中期の大名。讃岐高松藩の第4代藩主。官位は従四位上・讃岐守、侍従。

## 生涯
享保5年（1720年）6月18日、大膳家当主松平頼煕の長男として誕生した。母は佐野周殊の娘伊予。第3代藩主・松平頼豊の息子は、長男・徳川宗堯が本家の水戸徳川家を継ぎ、代わって嫡男とした頼治は早世した。そのため頼桓が養子となり、享保20年（1735年）に頼豊が死去すると家督を継いだ。しかし若年のため、父・頼熙の後見を受けた。第2代藩主・頼常の政治路線を継承して倹約や学問奨励などに努めたが、元文4年（1739年）9月16日に江戸で死去した。享年20。
頼豊の娘・春姫を正室としていたが子はなく、また松平大膳家を継いだ弟のうち頼珍（蜂須賀宗鎮）は同じ元文4年に徳島藩主・蜂須賀宗英の養子に迎えられて藩主を継ぎ、頼央（のちの徳島藩主蜂須賀至央）は当時まだ幼少であった。頼桓の跡は、高松松平家と同じく水戸徳川家の連枝である守山松平家から養子に迎えられた頼恭が継いだ。

## 系譜
- 正室：春姫 - 松平頼豊娘
- 養子
  - 男子：頼恭 - 松平頼貞の子